# Takahashi Hidetoki
Takahashi Hidetoki (11 tháng 4 năm 1916 - 5 tháng 2 năm 2000) là một cầu thủ bóng đá người Nhật Bản. Takahashi Hidetoki đã dẫn dắt Đội tuyển bóng đá quốc gia Nhật Bản từ 1957, 1960-1962.